# Un monde d'avance
Un monde d'avance est un courant du Parti socialiste français. Il a été fondé par Benoît Hamon et Henri Emmanuelli. Depuis 2012, il est animé par Guillaume Balas, son secrétaire général et porte-parole. Un monde d'avance est considéré comme faisant partie de l'aile gauche du Parti socialiste.
Le courant a été créé en 2008 pour le Congrès de Reims. En 2012 il rejoint la motion portée par Harlem Désir, mais une partie soutient la motion d'Emmanuel Maurel.
Un monde d'avance compte une vingtaine de députés à l'Assemblée nationale et deux au Parlement européen[Quand ?]. Ses élus se distinguent régulièrement par leurs votes et prises de position critiques vis-à-vis de la politique menée par l'exécutif. Ils font également partie des initiateurs de l'Appel des 100, à l'origine de la fronde qui a abouti à une abstention massive lors du vote sur le Pacte de Stabilité.

## Histoire

### Congrès de Reims et intégration à la direction du PS (2008-2012)
Un monde d'avance est créé à l'occasion du Congrès de Reims du Parti socialiste. Il regroupe alors l'ensemble de la gauche du parti :
- le Nouveau Parti socialiste de Benoît Hamon, déjà rejoint par Alternative socialiste d'Henri Emmanuelli,
- Démocratie et Socialisme de Gérard Filoche,
- Ambition socialiste de Marie-Noëlle Lienemann,
- Forces militantes de Marc Dolez,
- Trait d'union de Jean-Luc Mélenchon.

La motion recueille alors 18,52 % des voix et arrive quatrième derrière les motions de Ségolène Royal, Bertrand Delanoë et Martine Aubry. Arguant d'une « droitisation » du parti, Jean-Luc Mélenchon et Marc Dolez quittent alors le Parti socialiste pour fonder le Parti de gauche.
Durant le congrès, les motions ne parviennent pas à s'entendre sur une synthèse, Benoît Hamon dépose sa candidature pour l'élection du Premier secrétaire. Le 20 novembre 2008, il recueille 22,6 % des voix et appelle à soutenir Martine Aubry pour le second tour. Celle-ci est élue avec 102 voix d'avance face à Ségolène Royal, Benoît Hamon devient porte-parole et Un Monde d'Avance intègre la nouvelle direction.
En 2010, Benoît Hamon anime la convention "Égalité réelle". En 2011, Un Monde d'Avance soutient la candidature de Martine Aubry pour la primaire de désignation du candidat à l'élection présidentielle de 2012.

### Présidence de François Hollande (2012-2017)
Après l'élection de François Hollande, Benoît Hamon devient ministre de l'économie sociale et solidaire et de la consommation dans le gouvernement de Jean-Marc Ayrault.
Pour le Congrès de Toulouse, le courant décide de soutenir la motion d'Harlem Désir (et donc de se constituer en sensibilité de la majorité) tandis que Marie-Noëlle Lienemann, Gérard Filoche et Emmanuel Maurel décident de quitter UMA et de fonder le courant Maintenant la Gauche.
Après le revers électoral des municipales en mars 2014, Manuel Valls figure de l'aile droite du PS est nommé Premier ministre et Benoît Hamon devient ministre de l'Éducation nationale dans son gouvernement. Toutefois, plusieurs députés issus d'Un monde d'avance ne se retrouvent pas dans la politique économique de ce nouveau gouvernement comme Henri Emmanuelli, Pouria Amirshahi, Pascal Cherki ou encore Barbara Romagnan. Ils font alors partis des « Frondeurs » avec d'autres députés de l'aile gauche du PS et s'abstiennent à plusieurs reprises notamment pour le projet  de programme de stabilité pour 2014-2017.
En mai 2014, à la suite des élections européennes, Un monde d'avance appelle à une profonde réorientation politique.
À la suite des prises de positions de Benoît Hamon et de Arnaud Montebourg, contraires à la ligne du gouvernement, tous deux ainsi que la ministre de la Culture Aurélie Filippetti sont évincés du gouvernement, le 26 août 2014. Cela accentue le regard critique du courant et des « Frondeurs » envers Manuel Valls et son action gouvernementale.
En vue du congrès de Poitiers de juin 2015, Un monde d'avance présente une contribution générale avec Aurélie Filippetti puis forme la motion « À gauche pour gagner » avec le courant Maintenant La Gauche et des députés « Frondeurs » comme Christian Paul, Laurent Baumel, Jean-Marc Germain ou Daniel Goldberg. A l'issue de ce congrès, le courant se place dans la minorité du PS après avoir soutenu la direction depuis 2008.
Le 16 août 2016, Benoît Hamon annonce qu'il sera candidat à la primaire qui doit désigner le candidat socialiste à la future présidentielle Il est alors soutenu par UMA. Après le renoncement de François Hollande à se représenter et grâce à une campagne jugée dynamique avec son projet de « revenu universel », Benoît Hamon remporte la primaire au second tour face à Manuel Valls.
La campagne de Benoît Hamon est caractérisée par la défection de nombreuses personnalités de l'aile droite du PS, opposées à son programme et qui préfèrent soutenir Emmanuel Macron. Au premier tour, il n'obtient que 6,36 des voix se situant à la 5e place. Jugeant ne pas avoir été soutenu par les dirigeants socialistes, Benoît Hamon et une grande partie des animateurs d'Un monde d'avance quittent le PS le 1er juillet 2017 pour fonder un mouvement qui prendra le nom de Génération.s le 2 décembre suivant.

## Personnalités

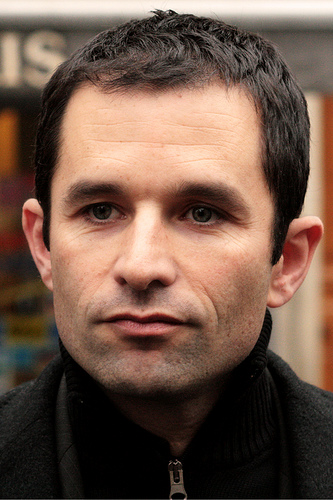
Benoît Hamon.

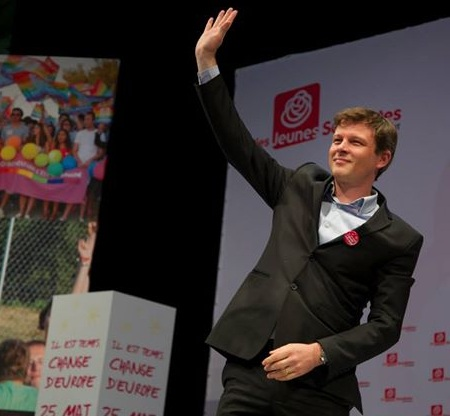
Guillaume Balas au meeting MJS.

- Benoît Hamon, député, ancien ministre
- Henri Emmanuelli, député et président du Conseil général des Landes
- Guillaume Balas, député européen
- Liêm Hoang Ngoc, député européen
- Barbara Romagnan, députée du Doubs
- Pascal Cherki, député de Paris
- Pouria Amirshahi, député des Français de l'étranger
- Fanélie Carrey-Conte, députée de Paris
- Mathieu Hanotin, député de Seine-Saint-Denis
- Bruno Julliard, premier adjoint à la Ville de Paris
- Michel Pouzol, député de l'Essonne
- Nathalie Chabanne, députée des Pyrénées-Atlantiques
- Denys Robiliard, député du Loir-et-Cher
- Christophe Léonard, député des Ardennes
- Stéphane Travert, député de la Manche
- Linda Gourjade, députée du Tarn
- Isabelle Thomas, députée européenne
- Michel Vergnier, député de la Creuse
- Olivier Dussopt, député de l'Ardèche
- Régis Juanico, député de la Loire
- Jean-Pierre Dufau, député des Landes

### Parcours au sein du PS après 2008
| Nom                                           | Congrès de Reims (2008)                      | Congrès de Toulouse (2012)             | Congrès de Poitiers (2015)                  | Primaire de 2017 (soutien de) | Congrès d'Aubervilliers (2018)      |                |
| --------------------------------------------- | -------------------------------------------- | -------------------------------------- | ------------------------------------------- | ----------------------------- | ----------------------------------- | -------------- |
| Benoît Hamon Guillaume Balas Barbara Romagnan | Un monde d'avance (Nouveau Parti socialiste) | Motion majoritaire (Un monde d'avance) | À gauche pour gagner (Un monde d'avance)    | Benoît Hamon                  | Quitte le PS en 2017 (Génération.s) |                |
| Régis Juanico                                 | Un monde d'avance (Nouveau Parti socialiste) | Motion majoritaire (Un monde d'avance) | À gauche pour gagner (Un monde d'avance)    | Benoît Hamon                  | Motion de Luc Carvounas             |                |
| Bruno Julliard                                | Un monde d'avance (Alternative socialiste)   | Motion majoritaire (Un monde d'avance) | Motion majoritaire                          | Vincent Peillon               | Motion majoritaire                  |                |
| Henri Emmanuelli                              | Un monde d'avance (Alternative socialiste)   | Motion majoritaire (Un monde d'avance) | À gauche pour gagner (Un monde d'avance)    | Benoît Hamon                  | Décédé en 2017                      | Décédé en 2017 |
| Isabelle Thomas                               | Un monde d'avance (Alternative socialiste)   | Motion majoritaire (Un monde d'avance) | À gauche pour gagner (Un monde d'avance)    | Benoît Hamon                  | Quitte le PS en 2017 (Génération.s) |                |
| Liêm Hoang Ngoc                               | Un monde d'avance (Alternative socialiste)   | Maintenant la gauche                   | À gauche pour gagner (Socialistes affligés) | Quitte le PS en 2015 (NGS)    | Quitte le PS en 2015 (NGS)          |                |
| Gérard Filoche                                | Un monde d'avance (Démocratie et socialisme) | Maintenant la gauche                   | À gauche pour gagner (Maintenant la gauche) | Arnaud Montebourg             | Exclu du PS en 2017 (GDS)           |                |
| Marie-Noëlle Lienemann                        | Un monde d'avance (Ambition socialiste)      | Maintenant la gauche                   | À gauche pour gagner (Maintenant la gauche) | Arnaud Montebourg             | Maintenant la gauche                |                |
| Emmanuel Maurel                               | Un monde d'avance (ex Rassembler la gauche)  | Maintenant la gauche                   | À gauche pour gagner (Maintenant la gauche) | Arnaud Montebourg             | Maintenant la gauche                |                |
| Jérôme Guedj                                  | Un monde d'avance (Trait d'union)            | Maintenant la gauche                   | À gauche pour gagner (Maintenant la gauche) | Arnaud Montebourg             | Maintenant la gauche                |                |